# Loxandrus gibbus
Loxandrus gibbus är en skalbaggsart som beskrevs av Allen. Loxandrus gibbus ingår i släktet Loxandrus och familjen jordlöpare. Inga underarter finns listade i Catalogue of Life.